# Евтушенко, Никифор Тимофеевич
Никифор Тимофеевич Евтушенко (1917—2002) — Гвардии майор Советской Армии, участник Великой Отечественной войны, Герой Советского Союза (1944).

## Биография
Никифор Евтушенко родился 25 января (по новому стилю — 7 февраля) 1917 года в селе Старая Осота (ныне — Кропивницкий район Кировоградской области Украины). С 1929 года проживал в городе Каневе Черкасской области. В 1932 году окончил восьмилетнюю школу, в 1937 году — Каневский сельскохозяйственный техникум. В августе 1937 года Евтушенко был призван на службу в Рабоче-крестьянскую Красную Армию. В мае 1940 года он окончил Мелитопольское военное авиационное училище, после чего служил в Забайкальском военном округе. С июля 1941 года — на фронтах Великой Отечественной войны. Принимал участие в боях на Западном, Брянском, 2-м Прибалтийском фронтах.
За время своего участия в боях на Брянском фронте Евтушенко совершил 110 боевых вылетов, сбросив 36 тонн авиационных бомб, нанеся противнику большие потери в живой силе и боевой технике, сфотографировав 16 тысяч квадратных километров оборонительных позиций противника. Евтушенко первым обнаружил отход вражеских войск из Орла, благодаря чему советская авиация нанесла по ним штурмовой удар. К моменту представления к званию Героя Советского Союза гвардии капитан Никифор Евтушенко был штурманом эскадрильи 99-го гвардейского отдельного разведывательного авиаполка 15-й воздушной армии 2-го Прибалтийского фронта.
Указом Президиума Верховного Совета СССР от 19 августа 1944 года за «мужество и героизм, проявленные в боях» гвардии капитан Никифор Евтушенко был удостоен высокого звания Героя Советского Союза с вручением ордена Ленина и медали «Золотая Звезда» за номером 4098.
В октябре 1945 года окончил Военно-воздушную академию. В мае 1946 года в звании майора был уволен в запас. С ноября того же года — на службе в органах МВД Латвийской ССР. В 1955 году окончил Московский заочный юридический институт. В марте 1956 года Евтушенко был арестован, лишён звания подполковника милиции и уволен из рядов МВД по причине дискредитации звания начальствующего состава.
Указом Президиума Верховного Совета СССР от 25 ноября 1957 года Евтушенко был лишён звания Героя Советского Союза и всех государственных наград.
С 1958 года работал мастером на Центральном ремонтном механическом заводе «Мосэнерго», затем прошёл путь от мастера до начальника цеха деревообрабатывающего комбината. Окончил Всесоюзный заочный лесотехнический техникум.
Указом Президиума Верховного Совета СССР от 23 января 1969 года Евтушенко был восстановлен в звании Героя Советского Союза, ему вернули все награды.
Проживал в Москве, скончался 5 сентября 2002 года, похоронен на Рогожском кладбище Москвы.
Был награждён двумя орденами Ленина, орденом Красного Знамени, двумя орденами Отечественной войны 1-й степени, орденом Красной Звезды, рядом медалей.